# André Ménard
Pour les articles homonymes, voir Ménard.
 (février 2021).
 (février 2021).
André Ménard, né à Tétreaultville dans l'est de Montréal le 8 décembre 1953, est un producteur de spectacles et directeur artistique canadien. 
Il est le cofondateur du Festival International de Jazz de Montréal ainsi que de Spectra Scène, devenue depuis L'Équipe Spectra .

## Biographie
Passionné de musique depuis l'enfance, André Ménard s'implique au début des années 1970 dans la radio étudiante du Collège de Maisonneuve ainsi que dans son ciné-club dont il est le programmateur et l'opérateur. Il y produit des spectacles, notamment un concert de Robert Charlebois où celui-ci joue l'intégralité de son nouvel album Charlebois (Je rêve à Rio). Ménard y présente également les concerts des groupes britanniques Soft Machine et Hawkwind, mené par le futur Motörhead Lemmy Kilmister, en collaboration avec les Productions Kosmosd'Alain Simard avec lequel il formera quelques années plus tard une association qui durera 40 ans.
Au milieu des années 1970, André Ménard améliore sa connaissance du métier avec celui qu'il considère comme son mentor, Paul Dupont-Hébert des Productions Beau Bec. À ce titre, il présente des concerts au Théâtre Outremont et devient directeur de scène de grands événements dont la Saint-Jean sur le mont Royal.
En 1977, André Ménard s'associe à Alain Simard et à Denyse McCann pour fonder Spectra Scène (qui deviendra L'Équipe Spectra en 1992). Ils s'imposent sur la scène musicale montréalaise en produisant les spectacles d'artistes dont Harmonium, Beau Dommage, celui d'Offenbach au Forum de Montréal le 3 avril 1980, Dave Brubeck, B.B. King, Charlie Mingus, John Lee Hooker, Jean-Luc Ponty et Pat Metheny.

### Festival International de Jazz de Montréal
Le Festival International de Jazz de Montréal, aujourd'hui reconnu comme unique au monde par son ampleur, sa diversité et son volet gratuit indissociable du cœur de Montréal, connaît des débuts prometteurs à l'été 1980 avec une série de concerts à la Place des Nations et l'Expo-Théâtre, dans l'île Sainte-Hélène où la planète s'était invitée à Montréal pour l'expo universelle en 1967. 12 000 participants assistent à la première édition, rassemblant les Chick Corea, Gary Burton, Ray Charles, Vic Vogel et Maneige. Quelques semaines plus tôt, le 10 mai, B.B. King, Muddy Waters et John Lee Hooker avaient été réunis par Ménard et ses associés au Cepsum de l'Université de Montréal dans une grande fête du blues.
Ainsi venait de naître le Festival International de jazz de Montréal qui, dès 1982, migrera vers le centre-ville, d'abord rue St-Denis puis tout autour de la Place des arts[réf. nécessaire].

### Spectrum
Entre-temps, après avoir fait ses armes au El Casino, André Ménard déménage dans l'immeuble voisin connu jusque-là comme le Club Montréal - et précédemment le cinéma Alouette. Le Spectrum, ouvert le 17 octobre 1982 lors du concert du groupe Public Image Limited, deviendra une salle de spectacles mythique dans le paysage culturel montréalais.
Au fil de ses 24 ans  d'existence, le Spectrum a accueilli The Police, King Crimson, R.E.M. - la première fois en lever de rideau du groupe English Beat en 1983 -, Tina Turner, The Cure, Philip Glass, James Brown, Yoko Ono, Peter Gabriel, Radiohead et Rufus Wainwright pour ne nommer que ceux-là. De grands noms du jazz y ont joué notamment Miles Davis, Pat Metheny, Astor Piazzolla, Brad Mehldau, Diane Krall et Chick Corea. En 1992, André Ménard réalise l'Hommage Paul Bley, une série de quatre concerts.
Le Spectrum a également permis de découvrir ou de consacrer nombre d'artistes du Québec et de la francophonie. Michel Rivard y a donné d'innombrables concerts mais on y a également applaudi les Paul Piché, Plume Latraverse, Richard Séguin, Marjo, Édouard Lock et Michel Lemieux, RBO, Jean Leloup, Éric Lapointe, Pierre Lapointe et Céline Dion ainsi que Renaud, Jacques Higelin, Alain Bashung, les Rita Mitsouko et Paolo Conte.

### Équipe Spectra
Au milieu des années 1990, au titre de vice-président et directeur artistique des salles de L'Équipe Spectra, André Ménard présidera aux destinées du Métropolis, renommé depuis le MTELUS, que fréquenteront de grands artistes de passage à Montréal, de David Bowie à Prince en passant par Sting.
Plus encore, André Ménard noue des liens solides avec des artistes du monde entier qui se reconnaissent dans son enthousiasme contagieux, ses connaissances encyclopédiques et son flair artistique.
Pour Diana Krall, André Ménard compte parmi les trois personnes qui ont fait d'elle la vedette qu'elle est aujourd'hui.
« Il m'a donné la chance de jouer au Festival de jazz de Montréal alors que j'étais une jeune fille, et pas seulement un soir (Diana Krall a joué neuf soirs d'affilée au Cabaret du Musée Juste pour rire au Festival de 1995). C'est à ce moment que tout a explosé. Et ça a fait boule de neige » affirmait l'artiste canadienne dans La Presse du 12 février 2015.
L'Américaine Dee Dee Bridgewater était déjà une vedette établie en France quand André Ménard et Alain Simard l'ont vue au Midem de 1993, à Cannes. L'été suivant, elle partageait l'affiche d'un concert à guichet fermé au Théâtre Maisonneuve avec John Pizzarelli et allait devenir une habituée du FIJM. Ce succès montréalais a enfin permis que ses disques soient distribués dans son pays d'origine, elle qui faisait surtout carrière en Europe.
Parmi les autres artistes auxquels André Ménard a donné une visibilité qui leur a servi de tremplin, mentionnons l'Américaine Melody Gardot qu'il a invitée trois soirs au TNM en 2008 après avoir été charmé par son talent et son aura dans une petite boîte de Londres quelques mois auparavant. Et le Canadien Michael Bublé, devenu la vedette que l'on sait après un premier engagement de cinq concerts au Festival de jazz de 2003. Sans oublier Pat Metheny dont la longue et exceptionnelle collaboration amorcée dès les années 1970 s'est poursuivie au fil de dizaines de concerts au Festival de jazz et a culminé par deux Grands Événements du FIJM devant les foules les plus importantes de sa carrière.
C'est également à André Ménard qu'on doit, dès le milieu des années 1980, l'idée originale du « Quartier des théâtres de Montréal », connu aujourd'hui comme le Quartier des spectacles qui constitue le cœur des arts de la scène et des grands festivals montréalais. Ménard a d'ailleurs été, de 2003 à 2019, membre du Conseil d'administration du partenariat du Quartier des Spectacles.
Au fil des ans, André Menard a siégé à de nombreux conseils d'administration dont celui de l'ADISQ (Association québécoise de l'industrie du disque, du spectacle et de la vidéo) de 1980 à 1993 dont deux années à titre de président. Il a également fait partie des conseils administration de la Chambre de Commerce du Montréal Métropolitain (1992-1994), de la Cinémathèque québécoise (1994-2000), de la compagnie de danse La La La Human Steps (2001-2009) et des Rendez-vous du Cinéma Québécois (2001-2009). De 2005 à 2008, il a été du conseil d'administration de la Jazz Alliance International (JAI), une organisation sans but lucratif basée à New York, filiale de l'International Association for Jazz Education (IAJE) et qui regroupe l'ensemble des principaux intervenants liés au domaine du jazz.  

### Famille
André Ménard est père de trois enfants: Vincent, Amélie et Laurence.

## Distinctions
- Officier de l‘Ordre du Canada (2019)[16],[17],[18]
- Champion of Jazz - WBGO (American jazz public radio) (2019)[19]
- Compagnon de l'Ordre des arts et des lettres du Québec (2018)[20]
- Docteur honoris causa de l'Université de Montréal (2017)[21],[22]
- International Citation of Merit by International Society for the Performing Arts (ISPA) (2017)[23]
- Intronisation au Canadian Music Industry Hall of Fame (2016)[24]
- Récipiendaire du tout premier Hall of Fame Award décerné par le National Jazz Awards Canada (2004)
- Gagnant du Prix Reconnaissance décerné par Rideau (2003)[25]
- Gagnant du Prix Events Producer of the Year décerné par le Jazz Journalist Association (2002)[26]
- Personnalité de la semaine La Presse (1988 et 2001)
- Chevalier des Arts et Lettres de la république française (1993)